# Asclepias stenophylla
Asclepias stenophylla là một loài thực vật có hoa trong họ La bố ma. Loài này được A.Gray mô tả khoa học đầu tiên năm 1876.